# 태진여객
태진여객(泰進旅客)은 부산광역시 북구 시랑로185번길 66 (구포동)에 있는 부산광역시의 시내버스 운송 업체이다.

## 연혁
- 1980년 4월 20일: 현대여객으로 설립
- 1984년: 사명을 현대여객에서 태진여객으로 변경
- 2004년: 대일여객 흡수 합병

## 차고지
- 부산광역시 북구 시랑로185번길 66 (구포동) (본사 : 46번, 160번, 169-1번, 북구1-1번, 북구6번 및 관리)
- 부산광역시 부산진구 당감서로148번길 8 (당감동) (당감영업소 : 169번 시종착 및 관리)

## 운행 노선

### 시내버스
- ● 46번 : 구포3동 ↔ 부산과학기술대학교 ↔ 덕천역 ↔ 만덕터널 ↔ 미남역 ↔ 동래중학교
- ● 160번 : 구포3동 ↔ 부산과학기술대학교 ↔ 구포시장 ↔ 모덕역 ↔ 서부터미널 ↔ 개금주공 ↔ 서면 ↔ 동성고교
- ● 169번 : 당감주공 ↔ 서부터미널 ↔ 신모라 ↔ 덕천역 ↔ 만덕삼성아파트(만덕역)
- ● 169-1번 : 구포3동 ↔ 부산과학기술대학교 ↔ 백양대로 ↔ 서면

### 마을버스
- ● 북구1-1번 : 만덕고등학교.보건환경연구원 ↔ 덕양초등학교 ↔ 양천초등학교 ↔ 덕천역 만덕3주공아파트
- ● 북구6번 : 부산과학기술대학교 ↔ 홍삼당약국 ↔ 유림아파트 ↔ 구포시장 ↔ 구포역 ↔ 북구청

## 보유 차량

#### 현대자동차
- 현대 그린시티
- 현대 뉴 슈퍼 에어로시티
- 현대 저상 뉴 슈퍼 에어로시티
- 현대 일렉시티